# Бои под Юровичами
Бои под Юровичами — ряд вооруженных столкновений между польско-белорусскими повстанцами и регулярными войсками Российской империи произошедшие в период 9 (21) мая — 23 (11) мая 1863 год в ходе Январского восстания, в окрестностях деревни Юровичи, Игуменского уезда, Минской губернии.

## Предыстория
17 (29) апреля 1863 года в Игуменском уезде был сформирован отряд 23-летнего Станислава Лесковского.
Около деревни Ляды утром 19 апреля (1 мая) 1863 к нему примкнул отряд Болеслава Свенторжецкого. В деревне Богушевичи, Свенторжецкий лично сорвал со здания местного правления все российские флаги, разбил портрет императора и, зачитав крестьянам манифест Литовского провинциального комитета, стал призывать тех к восстанию, однако к его словам прислушались немногие, и отряд пополнили лишь семь человек. Здание сельского правления мятежники сожгли вместе со всеми наличными документами. Затем командование отрядом было препоручено Лесковскому, а Свенторжецкий стал его заместителем.
Затем мятежники стали собирать рекрутов по всему уезду в результате чего к середине мая 1863 года восстание в Игуменском уезде приняло широкие размеры. Во второй половине мая власти стянули к Игумену почти все войска, которые находились в Минской губернии. Командовать войсками в уезде поручили опытному генерал-майору Русинову. К тому времени отряд Лесковского-Свенторжецкого насчитывал уже около 400 бойцов и регулярным войскам долго не удавалось определить его местоположение Майор Григорьев в своем рапорте писал: «Обнаружить шайку Лесковского необыкновенно тяжело, так как, имея ярко выраженные качества лидера и талант полководца, Лесковский ввел в своей банде жёсткую дисциплину, ввел ряд наказаний нарушителям, приучил мятежников за считанные минуты снимать лагерь и выбирать для ночлега самые труднопроходимые места».
Наконец около 3 часов дня 9 (21) мая 1863 года отряд регулярных войск (360 солдат пехоты, 50 казаков) под командованием майора Григорьева наткнулся на хорошо укрепленный лагерь мятежников Лесковского-Свенторжецкого в труднопроходимой болотистой местности в 5 километрах от деревни Юровичи.

## Бой
Увидев мятежников Григорьев приказал войскам наступать рассыпным строем. Тем не менее повстанцы заняли хорошо укрепленные позиции и стали отстреливаться используя в качестве прикрытия баррикады созданные из сваленных и спиленных деревьев. Ожесточенный бой продолжался более двух часов. Тем не менее благодаря численному преимуществу регулярным войскам удалось со значительными потерями прорвать баррикады мятежников, после чего последние стали разбегаться. Русские преследовали бегущих мятежников ещё не менее двух верст, тем не менее наступившие вскоре сумерки заставили майора Григорьева прекратить преследование до утра.
Около 8 утра 10 (22) мая регулярные войска продолжили преследование однако никаких следов повстанцев найдено не было. 11 (23) мая регулярным войскам в ходе прочесывания леса удалось захватить в плен ещё 4 раненых мятежников из отряда Лесковского-Свентаржецкого из которых один при конвоировании скончался а остальные дали показания, что остатки отряда отступили в направлении местечка Рованичи. В тот же день регулярные войска окончательно потеряв следы повстанческого отряда прекратили его преследование.

## Последствия
В ходе боя мятежники потеряли убитыми 19 человек, ещё 75 попали в плен (в их числе 5 ранеными). При преследовании регулярными войскам удалось найти тела ещё 3 мятежников очевидно скончавшихся от ран полученных в сражении и захватить в плен ещё 4 раненых повстанцев из которых один скончался от ран при конвоировании. Сами же регулярные войска согласно рапорту Григорьева понесли также значительные потери. В ходе боя 9 (21) мая были убиты подпоручик Иванов и 9 низших чинов и ранено ещё 59 человек из которых 5 скончались от ран в течение двух дней.
Вскоре после сражения 12 (24) мая Болеслав Свенторжецкий с некоторой частью повстанцев отказался от продолжения вооружённой борьбы и, покинув отряд, эмигрировал за границу.